# Nicolaas de Jong
Nicolaas Jan "Nico" de Jong (10 de junho de 1887 — 14 de julho de 1996) foi um ciclista holandês.
Representou os Países Baixos durante as Olimpíadas de Antuérpia 1920, onde competiu na prova individual e por equipes do ciclismo de estrada, terminando na 25ª e 6ª posição.